# 400
| Calendário gregoriano                                                        | 400 CD                          |
| Ab urbe condita                                                              | 1153                            |
| Calendário arménio                                                           | -152 – -151                     |
| Calendário bahá'í                                                            | -1444 – -1443                   |
| Calendário budista                                                           | 944                             |
| Calendário chinês                                                            | 3096 – 3097                     |
| Calendário copta                                                             | 116 – 117                       |
| Calendário etíope                                                            | 392 – 393                       |
| Calendários hindus - Vikram Samvat - Calendário nacional indiano - Cáli Iuga | 455 – 456 321 – 322 3500 – 3501 |
| Calendário Holoceno                                                          | 10400                           |
| Calendário islâmico                                                          | 229 BH – 228 BH                 |
| Calendário judaico                                                           | 4160 – 4161                     |
| Calendário persa                                                             | 222 BP – 221 BP                 |
| Calendário rúnico                                                            | 650                             |
| Calendário solar tailandês                                                   | 943                             |

400 (CD, na numeração romana)  foi um ano bissexto, o último do século IV do Calendário Juliano, da Era de Cristo, e as suas letras dominicais foram A e G (52 semanas), teve início a um domingo e terminou a uma segunda-feira.
| Ano completo                       |
| ---------------------------------- |
| Ano bissexto com início ao domingo |

## Eventos
- I Concílio de Toledo.
- Cultura Maia inventa escrita hieroglifíca.
- O Deserto de Atacama ficou desde o ano 400 até 1971 sem chuvas. Portanto, ficando 1 571 anos sem chover!